# جوني أوستين
جوني أوستين (بالإنجليزية: Johnny Austin)‏ هو عازف جاز أمريكي، ولد في 23 ديسمبر 1910، وتوفي في 14 فبراير 1983.

## وصلات خارجية
- جوني أوستين على موقع ميوزك برينز (الإنجليزية)
- جوني أوستين على موقع ديسكوغز (الإنجليزية)